# Severnaja Mylva
La Severnaja Mylva (in russo Северная Мылва?; Mylva settentrionale) è un fiume della Russia europea nordorientale, affluente di sinistra della Pečora. Scorre nei rajon Ust'-Kulomskij e Troicko-Pečorskij della Repubblica dei Komi.
Il nome Severnaja (settentrionale) è stato dato per distinguerlo dalla Južnaja Mylva (Mylva meridionale), un fiume che scorre poco distante, a ovest, ma in direzione sud, e appartenente al bacino della Dvina Settentrionale.

## Descrizione
La Severnaja Mylva ha la sua sorgente in un'area disabitata a nord-est del villaggio di Ust'-Nem. Scorre dapprima verso nord-est poi verso nord attraverso zone umide e boscose. Il canale del fiume è estremamente tortuoso, la corrente è debole. Sfocia nella Pečora a 1 360 km dalla foce, presso l'insediamento di Troicko-Pečorsk. Il fiume ha una lunghezza di 213 km; l'area del suo bacino è di  5 970 km².
I maggiori affluenti sono: Sojva (lungo 154 km), Ras"ju (112 km), Njumylga (80 km) tutti provenienti dalla sinistra idrografica.